# Nikolai Sergejewitsch Walujew
Nikolai Sergejewitsch Walujew (russisch Николай Сергеевич Валуев, englische Transkription Nikolay Valuev; * 21. August 1973 in Leningrad, Russische SFSR, Sowjetunion) ist ein russischer Politiker und ehemaliger russischer Profiboxer. Er war von 2005 bis 2009 Weltmeister der WBA im Schwergewicht und ist seit 2011 Abgeordneter der Duma.

## Leben
Walujew, der seine sportliche Karriere als Basketballspieler und Diskuswerfer begonnen hat, ist mit offiziell 2,13 m Körperlänge und bis zu 151 kg Kampfgewicht der größte und schwerste Schwergewichtsweltmeister, den es bisher gab. Er hat Schuhgröße 52. Nach eigenen Angaben betrug seine Körpergröße im Alter von zwölf Jahren bereits 1,96 m. Nach dem Abitur studierte er in St. Petersburg an der Universität Sport, ohne Abschluss.
Walujew ist mit Galina Borissowna Walujewa (geborene Dimitrowa) verheiratet. Das Paar hat drei Kinder. Er lebt mit seiner Familie in Sankt Petersburg, jedoch auch etwa fünf Monate im Jahr in Berlin. Als Hobbys nennt er Geländewagenfahren, Fischen, Jagen und Lesen.
Zusammen mit dem Sportjournalisten Konstantin Ossipow veröffentlichte er 2007 seine Autobiografie mit dem Titel Meine Zwölf Runden. Außerdem spielte Walujew in den Filmen 7 Zwerge – Der Wald ist nicht genug, Kamennaya bashka und Put mit.
Seit Dezember 2011 ist Walujew ein Abgeordneter der russischen Duma der regierenden Partei Einiges Russland. Seit dem 13. Oktober 2021 ist er erster stellvertretender Vorsitzender des Ausschusses für Tourismus und Entwicklung der Tourismusinfrastruktur.
Als Dumaabgeordneter stimmte er für die Anerkennung der „Volksrepubliken“ Donezk und Lugansk im Februar 2022. Im September erklärte Walujew seine Bereitschaft, im Krieg in der Ukraine auf Seiten der russischen Streitkräfte zu kämpfen.

## Amateur
Erst im Alter von 20 Jahren begann Walujew mit dem Boxsport. Er hatte nur eine kurze Amateurkarriere mit weniger als 15 Kämpfen. Er nahm an den Goodwill Games 1994 in Sankt Petersburg teil, unterlag jedoch schon im ersten Kampf knapp seinem Landsmann Alexei Lesin. Außerdem gelang ihm ein zweiter Platz bei den Russischen Meisterschaften.

## Profikarriere

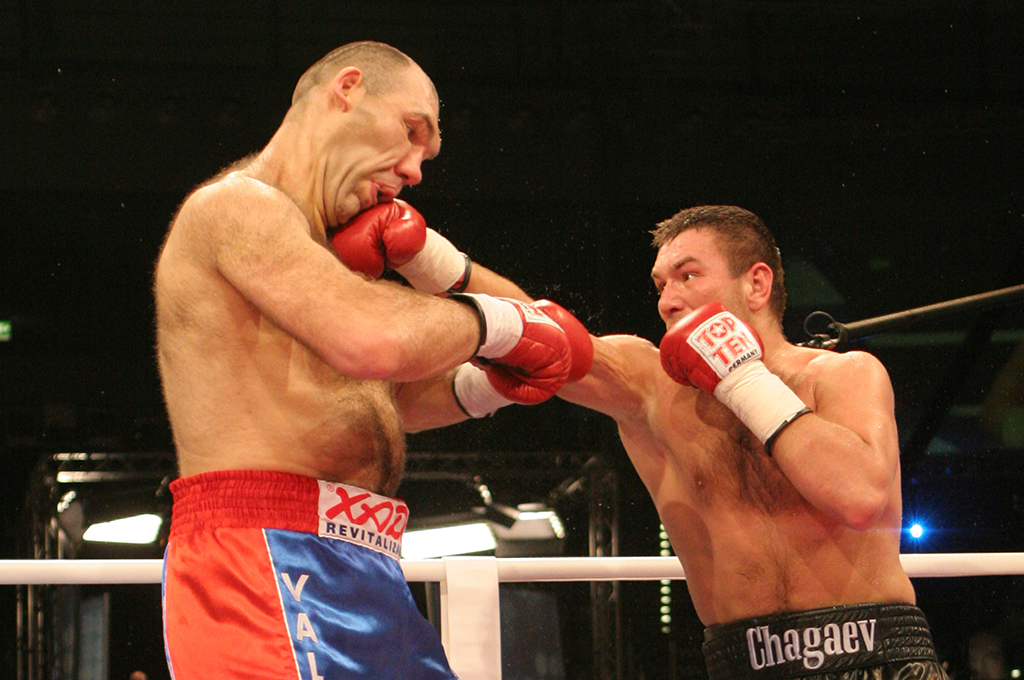
Nikolai Walujew wird von Ruslan Chagayev besiegt.

Seinen ersten Profikampf bestritt Walujew am 15. Oktober 1993 in Berlin. Ernsthaft, d. h. mit regelmäßigen Kämpfen, begann er seine Karriere jedoch erst Ende 1996, damals noch für Klaus-Peter Kohls Universum Box-Promotion, bei der er ab 1993 unter Vertrag stand. Im Januar 1999 gewann er den Titel des Russischen Meisters im Schwergewicht. Im selben Jahr bestritt er in Prag einen Kampf gegen Andreas Sidon, der ohne Wertung blieb. 2002 besiegte er in Seoul Taras Bidenko nach Punkten.
Walujew gehört seit 2003 zum Boxstall des Promoters Wilfried Sauerland. Seit 2004 besiegte er den früheren WBC-Titelträger im Cruisergewicht Marcelo Domínguez, den nigerianischen Silbermedaillengewinner bei den Olympischen Spielen 1992 Richard Bango, Paolo Vidoz, den damals ungeschlagenen US-Amerikaner Gerald Nobles, Attila Levin und Clifford Etienne.
Beim Weltmeisterschafts-Ausscheidungskampf der WBA erboxte sich Walujew am 1. Oktober 2005 in Oldenburg gegen Larry Donald die Pflichtherausfordererposition durch einen umstrittenen Sieg mit 114:114, 117:112 und 114:113 Punkten.
Durch einen knappen und ebenfalls umstrittenen Punktsieg gegen den Titelträger John Ruiz in der Berliner Max-Schmeling-Halle konnte sich Walujew am 18. Dezember 2005 den Schwergewichtsweltmeister-Titel nach Version der WBA sichern. Ruiz war bei keiner unabhängigen Fachzeitschrift als Nummer eins geführt und galt als Zögling Don Kings.
Seine erste Titelverteidigung gelang ihm am 3. Juni 2006 in Hannover durch technischen K. o. in der dritten Runde gegen Owen Beck, ebenfalls ein Schützling Don Kings. Am 7. Oktober 2006 verteidigte Walujew in Chicago, Illinois (USA), seinen Gürtel gegen Monte Barrett durch technischen K. o. in der elften Runde. Im folgenden, in der Basler St. Jakobshalle ausgetragenen, Schwergewichtsweltmeisterschaftskampf verteidigte er am 20. Januar 2007 seinen Schwergewichtsmeistertitel gegen Jameel McCline, welcher den Kampf wegen einer Knieverletzung vorzeitig aufgeben musste. Am Ende der dritten Runde fiel der US-Amerikaner, nachdem ihm eine Kniescheibe herausgesprungen war, zu Boden. Die Titelverteidigung war mit einem kombinierten Gewicht von 268 kg der bisher schwerste Titelkampf in der Geschichte des Profiboxens.

### Walujew – Chagayev
Am 14. April 2007 verlor Walujew die erste Pflichtverteidigung seines Titels gegen den noch ungeschlagenen usbekischen Boxer Ruslan Chagayev in der Porsche-Arena in Stuttgart in einem ausgeglichenen Kampf nach Punkten, seine erste Niederlage in 48 Profikämpfen. Daraufhin trennte er sich von seinem langjährigen Trainer Manuel Gabrielian und verpflichtete im Juni 2007 Alexander Simin als neuen Trainer.

### Weitere Kämpfe
Seinen ersten Kampf nach dem Verlust des WBA-Titels gewann er am 29. September 2007 in Oldenburg gegen den Frankokanadier Jean-François Bergeron, der in 27 Profikämpfen noch unbesiegt war, einstimmig nach Punkten. Wie schon gegen Donald und gegen Ruiz gilt auch dieses Urteil der Punktrichter als umstritten, was sich diesmal jedoch insbesondere auf die Höhe des Punktsieges bezog. Walujew lag auf zwei Punktzetteln mit je sieben Punkten und auf dem dritten mit sechs Punkten vorne. Der als ARD-Boxexperte agierende Henry Maske kritisierte die Höhe des Punktsieges vor laufenden Kameras.
Am 17. Februar 2008 gewann Walujew in Nürnberg überlegen einen Ausscheidungskampf des WBA-Verbandes gegen den ehemaligen WBO-Weltmeister Sjarhej Ljachowitsch und sicherte sich damit eine weitere Weltmeisterschaftchance. Der Rückkampf gegen Chagayev sollte am 31. Mai in Oberhausen stattfinden, wurde jedoch aufgrund einer Erkrankung Chagayevs auf den 5. Juli 2008 verschoben. Als Chagayev dann eine Woche vor dem Kampftermin einen Achillessehnenriss erlitt und seiner Pflichtverteidigung wegen dieser schweren und langwierigen Verletzung nicht nachkommen konnte, wurde dem Usbeken der WBA-Titel aberkannt. Chagayev erhielt stattdessen den Status eines „Champion in recess“ (Weltmeister im Wartestand), was ihm ermöglichte, bis zum 26. Juni 2009 den dann amtierenden WBA-Weltmeister herausfordern zu dürfen.

### Zweite WM gegen Ruiz
Die WBA ordnete daraufhin einen Kampf um den vakanten WBA-Schwergewichtstitel zwischen Nikolai Walujew und John Ruiz an, der am 30. August 2008 in Berlin stattfand. Walujew gewann diesen Kampf und wurde somit zum zweiten Mal WBA-Schwergewichtsweltmeister. Zunächst wurde ein Sieg mit 2-1 Punktrichterstimmen verkündet, den man anschließend jedoch auf 3-0 berichtigte, da WBA-Supervisor Bob Mack die Wertung der zwölften Runde des japanischen Punkterichters versehentlich Ruiz statt Walujew zuerkannt hatte. Auf Protest des japanischen Punkterichters wurde die Wertung nachträglich korrigiert.
Seine letzte Titelverteidigung, die er nach Punkten (114:114 116:112 115:114) gewann, bestritt Walujew am 20. Dezember 2008 in Zürich gegen den 46-jährigen Ex-Weltmeister Evander Holyfield. Nach vielfachen Protesten kündigte die WBA am 29. Dezember 2008 an, das Urteil zu überprüfen.
Als Nächstes sollte Walujew wieder gegen Ruslan Chagayev antreten, um den alleinigen WBA-Weltmeister zu bestimmen. Der Usbeke hatte sich vom Achillessehnenriss erholt und konnte inzwischen einen Kampf gegen Carl Davis Drumond erfolgreich bestreiten. Der Kampf wurde für den 30. Mai 2009 in Helsinki geplant, aber auch die dritte Ansetzung wurde einen Tag vor dem Kampf abgesagt. Grund dafür war die Hepatitis-B Erkrankung Chagayevs, an der er schon seit mehreren Jahren litt und in der nach finnischen Gesetzen eine mögliche Ansteckungsgefahr liegt. Deswegen verweigerte ihm der finnische Boxverband die Kampferlaubnis in Finnland.
Eine Woche später bekam Walujew ein Angebot, gegen IBF-, IBO- und WBO-Weltmeister Wladimir Klitschko anzutreten. Grund dafür war, dass der auf den 20. Juni 2009 in der Veltins-Arena angesetzte Kampf von Klitschko gegen David Haye aufgrund einer Verletzung des Briten abgesagt wurde und man einen hochklassigen Ersatzgegner suchte; weil bereits 57.000 Eintrittskarten verkauft worden waren, wollte der Veranstalter den Kampfabend nicht absagen. Walujew wollte sich jedoch nicht binnen zweier Wochen auf einen anderen Gegner einstellen und lehnte das Angebot ab.

### Verlust des WBA-Titels gegen Haye
Nachdem der ehemalige britische Cruisergewichtsweltmeister David Haye auch einen geplanten Kampf gegen WBC-Weltmeister Vitali Klitschko wegen Meinungsverschiedenheiten bezüglich des Vertrages abgesagt hatte, bemühte sich das Management Hayes anschließend darum, einen Kampf gegen Nikolai Walujew zu veranstalten. Walujews Promotionfirma Sauerland Event zeigte sich einverstanden. Den Kampf gegen David Haye verlor Walujew am 7. November 2009 nach Punkten (114:114,112:116,112:116).

### Karriereende
Der Vertrag Walujews mit seiner Promotionsfirma lief zum Jahresende 2011 aus und wurde nicht verlängert. Nach eigenen Angaben hat er neben seinem politischen Engagement keine Zeit mehr für den Sport.

## Liste der Profikämpfe
| Datum         |                        | Gegner                 | Ergebnis   | Typ                         | Runden | Ort                            |
| ------------- | ---------------------- | ---------------------- | ---------- | --------------------------- | ------ | ------------------------------ |
| 15. Okt. 1993 | Vereinigte Staaten     | John Morton            | Sieg       | TKO                         | 2      | Berlin, Deutschland            |
| 22. Feb. 1994 | Russland               | Alexander Wassiljew    | Sieg       | Punktentscheidung           | 4      | Sankt Petersburg, Russland     |
| 15. Apr. 1994 | Russland               | Alexei Zygankow        | Sieg       | KO                          | 3      | Sankt Petersburg, Russland     |
| 16. Feb. 1995 | Russland               | Sergei Anikejew        | Sieg       | KO                          | 3      | Sankt Petersburg, Russland     |
| 8. Okt. 1996  | Vereinigtes Konigreich | Neil Kirkwood          | Sieg       | TKO                         | 2      | London, Großbritannien         |
| 26. Nov. 1996 | Vereinigtes Konigreich | Darren Fearn           | Sieg       | TKO                         | 1      | London, Großbritannien         |
| 21. März 1997 | Samoa                  | Patrick Slade          | Sieg       | TKO                         | 1      | Sydney, Australien             |
| 9. Mai 1997   | Fidschi                | Manao Navuilawa        | Sieg       | TKO                         | 1      | Sydney, Australien             |
| 31. Mai 1997  | Vereinigte Staaten     | Terrell Nelson         | Sieg       | TKO                         | 2      | Atlantic City, USA             |
| 26. Juli 1997 | Vereinigte Staaten     | Rodney Harris          | Sieg       | Punktentscheidung           | 4      | Yokohama, Japan                |
| 27. Sep. 1997 | Vereinigte Staaten     | Kevin Rosier           | Sieg       | KO                          | 1      | Moskau, Russland               |
| 11. Okt. 1997 | Neuseeland             | August Tanuvasa        | Sieg       | TKO                         | 1      | Sydney, Australien             |
| 8. Nov. 1997  | Turkei                 | Alarim Uysal           | Sieg       | TKO                         | 2      | Frankfurt am Main, Deutschland |
| 6. Dez. 1997  | Vereinigte Staaten     | Sinclair Babb          | Sieg       | TKO                         | 1      | Townsville, Australien         |
| 14. März 1998 | Vereinigte Staaten     | Jim Huffman            | Sieg       | TKO                         | 2      | Moskau, Russland               |
| 9. Juni 1998  | Vereinigte Staaten     | James Gaines           | Sieg       | Entscheidung (einstimmig)   | 6      | Moskau, Russland               |
| 19. Dez. 1998 | Russland               | Jewgeni Odolski        | Sieg       | KO                          | 1      | Sankt Petersburg, Russland     |
| 22. Jan. 1999 | Russland               | Alexei Osokin          | Sieg       | TKO                         | 6      | Sankt Petersburg, Russland     |
| 13. Feb. 1999 | Tonga                  | John Tupou             | Sieg       | TKO                         | 4      | Tokio, Japan                   |
| 7. Mai 1999   | Deutschland            | Andreas Sidon          | Ungültig   | („No Contest“)              | 6      | Prag, Tschechische Republik    |
| 25. Juni 1999 | Vereinigte Staaten     | James McQueen          | Sieg       | KO                          | 1      | Prag, Tschechische Republik    |
| 15. Dez. 1999 | Russland               | Alexei Warakin         | Sieg       | KO                          | 1      | Sankt Petersburg, Russland     |
| 10. März 2000 | Russland               | Juri Nikolajew         | Sieg       | TKO                         | 2      | Nowosibirsk, Russland          |
| 6. Juni 2000  | Ukraine                | Juri Jelistratow       | Sieg       | Entscheidung (einstimmig)   | 12     | Sankt Petersburg, Russland     |
| 29. Okt. 2000 | Neuseeland             | Tone Fiso              | Sieg       | TKO                         | 1      | Sankt Petersburg, Russland     |
| 6. März 2001  | Belarus 1995           | Vitali Schkraba        | Sieg       | TKO                         | 4      | Moskau, Russland               |
| 30. Juni 2001 | Vereinigte Staaten     | George Linberger       | Sieg       | TKO                         | 1      | Atlantic City, USA             |
| 28. Sep. 2001 | Neuseeland             | Toakipa Tasefa         | Sieg       | Entscheidung (einstimmig)   | 12     | Sankt Petersburg, Russland     |
| 15. Juni 2002 | Ukraine                | Jaroslaw Saworotnij    | Sieg       | TKO                         | 3      | Donezk, Ukraine                |
| 21. Juli 2002 | Ukraine                | Taras Bidenko          | Sieg       | Entscheidung (einstimmig)   | 12     | Seoul, Südkorea                |
| 10. Okt. 2002 | Ukraine                | Konstantin Prisjuk     | Sieg       | TKO                         | 7      | Sankt Petersburg, Russland     |
| 15. März 2003 | Argentinien            | Pedro Daniel Franco    | Sieg       | Entscheidung (einstimmig)   | 12     | Sankt Petersburg, Russland     |
| 18. Juli 2003 | Belarus 1995           | Vitali Schkraba        | Sieg       | TKO                         | 4      | Minsk, Belarus                 |
| 16. Aug. 2003 | Australien             | Bob Mirovic            | Sieg       | Entscheidung (einstimmig)   | 8      | Nürburg, Deutschland           |
| 4. Okt. 2003  | Vereinigte Staaten     | Otis Tisdale           | Sieg       | KO                          | 1      | Zwickau, Deutschland           |
| 28. Feb. 2004 | Vereinigte Staaten     | Dicky Ryan             | Sieg       | TKO                         | 1      | Dresden, Deutschland           |
| 17. Apr. 2004 | Argentinien            | Marcelo Domínguez      | Sieg       | Entscheidung (einstimmig)   | 8      | Berlin, Deutschland            |
| 24. Juli 2004 | Nigeria                | Richard Bango          | Sieg       | TKO                         | 6      | Frankfurt (Oder), Deutschland  |
| 9. Okt. 2004  | Italien                | Paolo Vidoz            | Sieg       | TKO                         | 9      | Erfurt, Deutschland            |
| 20. Nov. 2004 | Vereinigte Staaten     | Gerald Nobles          | Sieg       | Disqualifikation            | 4      | Kempten, Deutschland           |
| 12. Feb. 2005 | Schweden               | Attila Levin           | Sieg       | TKO                         | 3      | Berlin, Deutschland            |
| 14. Mai 2005  | Vereinigte Staaten     | Clifford Etienne       | Sieg       | KO                          | 3      | Bayreuth, Deutschland          |
| 1. Okt. 2005  | Vereinigte Staaten     | Larry Donald           | Sieg       | Entscheidung (mehrheitlich) | 12     | Oldenburg, Deutschland         |
| 17. Dez. 2005 | Vereinigte Staaten     | John Ruiz              | Sieg       | Entscheidung (mehrheitlich) | 12     | Berlin, Deutschland            |
| 3. Juli 2006  | Jamaika                | Owen Beck              | Sieg       | TKO                         | 3      | Hannover, Deutschland          |
| 7. Okt. 2006  | Vereinigte Staaten     | Monte Barrett          | Sieg       | TKO                         | 11     | Rosemont, USA                  |
| 20. Jan. 2007 | Vereinigte Staaten     | Jameel McCline         | Sieg       | Aufgabe                     | 3      | Basel, Schweiz                 |
| 14. Apr. 2007 | Usbekistan             | Ruslan Chagayev        | Niederlage | Entscheidung (mehrheitlich) | 12     | Stuttgart, Deutschland         |
| 29. Sep. 2007 | Kanada                 | Jean-François Bergeron | Sieg       | Entscheidung (einstimmig)   | 12     | Oldenburg, Deutschland         |
| 16. Feb. 2008 | Belarus 1995           | Sjarhej Ljachowitsch   | Sieg       | Entscheidung (einstimmig)   | 12     | Nürnberg, Deutschland          |
| 30. Aug. 2008 | Vereinigte Staaten     | John Ruiz              | Sieg       | Entscheidung (einstimmig)   | 12     | Berlin, Deutschland            |
| 20. Dez. 2008 | Vereinigte Staaten     | Evander Holyfield      | Sieg       | Entscheidung (mehrheitlich) | 12     | Zürich, Schweiz                |
| 7. Nov. 2009  | Vereinigtes Konigreich | David Haye             | Niederlage | Entscheidung (mehrheitlich) | 12     | Nürnberg, Deutschland          |